# جيمس س. كريستنسن
جيمس س. كريستنسن (بالإنجليزية: James C. Christensen)‏ هو رسام أمريكي، ولد في 26 سبتمبر 1942 في كولفر سيتي في الولايات المتحدة، وتوفي في 8 يناير 2017.

## وصلات خارجية
- جيمس س. كريستنسن على موقع IMDb (الإنجليزية)